# Heodes chrysorrhoa
Heodes chrysorrhoa är en fjärilsart som beskrevs av Hans Fruhstorfer 1917. Heodes chrysorrhoa ingår i släktet Heodes och familjen juvelvingar. Inga underarter finns listade i Catalogue of Life.